# Resolutie 2125 Veiligheidsraad Verenigde Naties
Resolutie 2125 van de Veiligheidsraad van de Verenigde Naties werd op 18 november 2013 met unanimiteit van stemmen aangenomen door de VN-Veiligheidsraad. De resolutie verlengde de autorisatie aan landen om de piraterij voor de kust van Somalië aan te pakken.

## Achtergrond
In 1960 werden de voormalige kolonies Brits-Somaliland en Italiaans-Somaliland onafhankelijk en samengevoegd tot Somalië. In 1969 greep het leger de macht en werd Somalië een socialistisch-islamitisch land. In de jaren 1980 leidde het verzet tegen het totalitair geworden regime tot een burgeroorlog en in 1991 viel het centrale regime. Sindsdien beheersten verschillende groeperingen elk een deel van het land en viel Somalië uit elkaar. Toen milities van de Unie van Islamitische Rechtbanken de hoofdstad Mogadishu veroverden, greep buurland Ethiopië in en heroverde de stad. In 2007 stuurde de Afrikaanse Unie met toestemming van de Veiligheidsraad 8000 - later 12.000 - vredeshandhavers naar Somalië. In 2008 werd piraterij voor de kust van Somalië een groot probleem. In september 2012 trad na verkiezingen een nieuwe president aan die met zijn regering de rol van de tijdelijke autoriteiten die Somalië jarenlang hadden bestuurd moest overnemen.

## Inhoud
De Veiligheidsraad verlengde de autorisatie die ze met resolutie 1851 in 2008 had gegeven om de piraterij in de Golf van Aden aan te pakken aan landen die de daartoe benodigde militaire maritieme capaciteit hadden met twaalf maanden. Zij mochten schepen en wapens in beslag nemen en verdachten arresteren.
De Somalische autoriteiten werden opgeroepen piraten te vervolgen en te patrouilleren op haar territoriale wateren; alsook inspanningen te leveren om zij die achter de piraterij zaten op te sporen en te berechten. Alle landen werden gevraagd piraterij strafbaar te stellen en Somalië — op vraag van dat land — te helpen met het versterken van haar maritieme capaciteit.
De oprichting van gespecialiseerde antipiraterijrechtbanken in Somalië bleef intussen in beraad.

## Verwante resoluties
- Resolutie 2111 Veiligheidsraad Verenigde Naties
- Resolutie 2124 Veiligheidsraad Verenigde Naties
- Resolutie 2184 Veiligheidsraad Verenigde Naties (2014)
- Resolutie 2246 Veiligheidsraad Verenigde Naties (2015)

Lijst ·  2086 ·  2087 ·  2088 ·  2089 ·  2090 ·  2091 ·  2092 ·  2093 ·  2094 ·  2095 ·  2096 ·  2097 ·  2098 ·  2099 ·  2100 ·  2101 ·  2102 ·  2103 ·  2104 ·  2105 ·  2106 ·  2107 ·  2108 ·  2109 ·  2110 ·  2111 ·  2112 ·  2113 ·  2114 ·  2115 ·  2116 ·  2117 ·  2118 ·  2119 ·  2120 ·  2121 ·  2122 ·  2123 ·  2124 ·  2125 ·  2126 ·  2127 ·  2128 ·  2129 ·  2130 ·  2131 ·  2132